# 藤田亜紀子
藤田 亜紀子（ふじた あきこ）は、日本で活動するアニメーション音響監督。HALF H・P STUDIO所属。

## 参加作品
※特記のない限り全て音響監督としての参加。

### テレビアニメ
2001年
- とっとこハム太郎（第39話 - 第296話、音響制作担当）

2008年
- ライブオン CARDLIVER 翔（音響制作担当）

2009年
- クプ〜!!まめゴマ!（藤田亜希子名義）
- うさるさん。

2011年
- デュエル・マスターズ ビクトリー
- Suzy's Zoo だいすき! ウィッツィー
- はっぴ～カッピ
- ちび☆デビ!

2012年
- デュエル・マスターズ ビクトリーV

2013年
- デュエル・マスターズ ビクトリーV3
- サーバント×サービス

2014年
- GO!GO!575
- デュエル・マスターズ VS
- ハナヤマタ

2015年
- 冴えない彼女の育てかた
- アイドルマスター シンデレラガールズ
- デュエル・マスターズ VSR
- Classroom☆Crisis

2016年
- ハンドレッド

2017年
- アイドルマスター シンデレラガールズ劇場
- 賭ケグルイ
- 冴えない彼女の育てかた♭

2018年
- 刻刻
- 夢王国と眠れる100人の王子様
- はるかなレシーブ
- RELEASE THE SPYCE

2019年
- ひとりぼっちの○○生活

2020年
- ドロヘドロ
- 22/7
- 魔女の旅々
- 呪術廻戦

2021年
- ワンダーエッグ・プライオリティ
- プラオレ!〜PRIDE OF ORANGE〜

2022年
- その着せ替え人形は恋をする
- ぼっち・ざ・ろっく!

2023年
- REVENGER
- 江戸前エルフ
- シャングリラ・フロンティア
- ビックリメン

2024年
- 逃げ上手の若君

### 劇場アニメ
2009年
- TAILENDERS（音響演出）

2016年
- 同級生

2019年
- 冴えない彼女の育てかた Fine

2020年
- 海辺のエトランゼ

2021年
- 劇場版 呪術廻戦 0

### Webアニメ
2018年
- 22/7 キャラクターPV「あの日の彼女たち」

2021年
- Artiswitch

2022年
- 賭ケグルイ双

### ドラマCD

#### BLCD
- 五十嵐くんの人に言えない銀の夜（音響制作）
- エデンを遠く離れて3〜切ない夜の楽園〜（音響制作）
- ペンギン桐ノ院くん 桐ノ院圭=増谷康紀（音響制作）
- 宝裸シリーズ2 大きなコケシの故郷で（音響制作担当）